# (2398) Jilin
(2398) Jilin (1965 UD2) – planetoida z pasa głównego asteroid okrążająca Słońce w ciągu 3,7 lat w średniej odległości 2,39 au. Odkryta 24 października 1965 roku.